# Miltassia
× Miltassia, (abreviado  Mtssa.) en el comercio, es un híbrido intergenérico entre los géneros de orquídeas Brassia y Miltonia (Brs. x Milt.). Está considerado un sinónimo del género Bratonia Moir, Bull. Pacific Orchid Soc. Hawaii 14: 85 (1957).